# Bužin
Bužin (en italien : Busin) est une localité de Croatie située en Istrie, dans la municipalité de Buje, dans le comitat d'Istrie.